# Katinka Hosszú
Katinka Hosszú (phát âm [ˈkɒtinkɒ ˈhosːuː]; sinh ngày 3 tháng 5 năm 1989) là nữ vận động viên bơi lội người Hungary, sở trường ở nội dung hỗn hợp. Cô 3 lần giành huy chương vàng Thế vận hội và chủ nhân của 5 chức vô địch thế giới.
Hosszú cũng đang giữ kỷ lục thế giới ở các nội dung 100m hỗn hợp cá nhân, 200m hỗn hợp cá nhân, 400m hỗn hợp cá nhân, 100m bơi ngửa và 200m bơi ngửa. Cô cũng là vận động viên đầu tiên giữ tất cả các kỷ lục thế giới ở các nội dung bơi hỗn hợp cá nhân. Cô cũng có trong tay 2/3 kỷ lục quốc gia của đất nước Hungary và được Liên đoàn Bơi lội thế giới 2 lần vinh danh là Vận động viên của năm vào năm 2014 và 2015.
Hosszú tham gia vào 4 kỳ Olympic 2004, 2008, 2012 và 2016. Cô hiện thi đấu cho đội bơi Vasas SC của huấn luyện viên và cũng là chồng Shane Tusup. Cô được coi là một trong những kình ngư vĩ đại nhất và được gọi biệt danh là "Bà đầm thép", giúp cô trở nên nổi tiếng trên toàn thế giới. Cô cũng là nữ vận động viên bơi lội đầu tiên trở thành triệu phú.